# Elmer Drew Merrill
Elmer Drew Merrill (15 oktober 1876 - 25 februari 1956) was een Amerikaans botanicus die gespecialiseerd was in de flora van Azië en Oceanië.
Hij werd geboren in East Auburn in de Amerikaanse staat Maine. In 1898 behaalde hij zijn Bachelor of Science aan de University of Maine. Aansluitend trad hij in dienst van het Ministerie van Landbouw van de Verenigde Staten. In 1902 kreeg hij het aanbod om als botanicus te gaan werken in de Filipijnen, waar de Verenigde Staten in die periode net de macht had overgenomen van de Spanjaarden. Hij zou in dit land blijven werken tot 1923. Door het veldwerk dat hij en zijn collega's in deze tijd uitvoerden werd de lijst met bekende Filipijnse plantensoorten uitgebreid van zo'n 2500 soorten in 1900 tot 8120 bedektzadigen, 1000 soorten varens en 3000 soorten cryptogamen in 1926. De uitgebreide collectie van het Bureau of Science in Manilla zou echter jaren later door Japanse bombardementen tijdens de Tweede Wereldoorlog verloren gaan.
Na zijn terugkeer in de Verenigde Staten werd Merrill decaan van de Landbouwfaculteit van de University of California in Berkeley. In 1929 verhuisde hij naar New York waar hij professor botanie werd aan de Columbia University. Van 1929 tot 1935 was Merrill bovendien directeur van de New York Botanical Garden. In 1935 werd hij de directeur van het Arnold Arboretum of Harvard University waar hij tot aan zijn pensioen in 1946 werkte.
Merrill werd vooral bekend om zijn uitgebreide studies van de taxonomie van Aziatische planten. Enkele van zijn werken zijn Flora of Manila uit 1912 en The Enumeration of Philippine Flowering Plants gepubliceerd in delen tussen 1922 en 1926. Zijn laatste werk was The Botany of Cook's Voyages uit 1954. In 1939 werd hij vanwege zijn verdiensten voor de wetenschap onderscheiden met de Linnean Medal.
Merrill overleed in Forest Hills in de staat Massachusetts.